# قلعه قصاب
قلعه قصاب، از روستاهای بخش مرکزی شهرستان سرخس است و در ۱۴ کیلومتری جنوب شهر سرخس و در غرب حاشیه رودخانه تجن و کنار مرز ایران و ترکمنستان قرار دارد. ارتفاع آن از سطح دریا ۳۰۰ متر و آب و هوای آن معتدل و خشک کوهستانی است.
بر اساس سرشماری سال ۱۳۸۵ جمعیت آن (۶۰ خانوار) ۲۷۳ نفر 
است.

## تاریخچه
این روستا در اصل متعلق به سادات کابلی است. سادات کابلی جمعی از سیستانی‌های هستند که ابتدا از سیستان به افغانستان و در زمان امیر عبدالرحمن خان پادشاه افغانستان، معاصر مظفرالدین شاه، به ایران کوچ کرده‌اند و در قلعه قصاب سکنی گزیدند. شغل مردم این روستا کشاورزی و دامداری می‌باشد.
قلعه قصاب در هنگام ماموریت میرزا محمد حسین مهندس (۱۳۱۱ ه.ق ) کاملاً مخروبه و بدون سکنه بوده است.